# Z Hydrae
Z Hydrae är en halvregelbunden variabel av SRB-typ i stjärnbilden Vattenormen.
Stjärnan varierar mellan visuell magnitud +8,8 och 9,8 med en period av ungefär 75 dygn.